# Cantonul Camarès
Cantonul Camarès este un canton din arondismentul Millau, departamentul Aveyron, regiunea Midi-Pyrénées, Franța.

## Comune
| Comune              | Populație (1999) | Cod poștal | Cod INSEE |
| ------------------- | ---------------- | ---------- | --------- |
| Arnac-sur-Dourdou   | 24               | 12360      | 12009     |
| Brusque             | 326              | 12360      | 12039     |
| Camarès             | 983              | 12360      | 12044     |
| Fayet               | 285              | 12360      | 12099     |
| Gissac              | 110              | 12360      | 12109     |
| Mélagues            | 71               | 12360      | 12143     |
| Montagnol           | 156              | 12360      | 12147     |
| Peux-et-Couffouleux | 110              | 12360      | 12179     |
| Sylvanès            | 98               | 12360      | 12274     |
| Tauriac-de-Camarès  | 59               | 12360      | 12275     |